# Bourse parlementaire internationale
 (octobre 2018).
La bourse parlementaire internationale (en allemand : Internationale Parlaments-Stipendium (IPS)) est un programme annuel de bourses d'études du Bundestag allemand dont peuvent bénéficier jusqu'à 120 jeunes d'Europe centrale, de l'Est et du Sud-Est, de pays du monde arabe, de France, d'Israël, du Canada et des États-Unis.
L'IPS permet aux jeunes diplômés de ces régions de faire connaissance avec le système parlementaire allemand grâce à un séjour de cinq mois à Berlin (du 1er mars au 31 juillet).

## Historique
Le Bundestag allemand organise la bourse parlementaire internationale depuis 1986. Ce programme a pour origine le programme de stages du Bundestag (Bundestags-Internship-Programm), qui n'acceptait que les jeunes diplômés des États-Unis. Chaque année, entre 1986 et 1988, vingt de ces bourses ont été attribuées.
En 1989, un programme similaire, basé sur la réciprocité, est mis sur pieds en France pour permettre aux étudiants allemands de faire un stage à l'Assemblée nationale française pour une durée de dix mois. Les français du programme allemand passent un semestre de préparation à l'université Humboldt de Berlin, tandis que les allemands passent un semestre à Sciences Po Paris. Depuis 1989, 140 diplômés universitaires français ont reçu des bourses du Bundestag allemand et 135 diplômés universitaires allemands ont reçu des bourses du Parlement français. L'IPS, connu à l'époque sous le nom de Programme parlementaire international (International Parliamentary Program, IPP), a été ouvert aux diplômés universitaires de l'Europe centrale et du sud-est de l'Europe après la fin de la guerre froide. En 1990, la bourse parlementaire internationale s'ouvre aux candidats polonais et hongrois. Dans les années qui suivent, le Bundestag allemand élargit le programme aux participants venus de Bulgarie (1995), de République tchèque (1993), d'Estonie (1992), de Lettonie (1992), de Lituanie (1992), de Roumanie (1996), de Russie (1993), de Serbie (2004), de Slovaquie (1994) et d'Ukraine (2000). En 2001, l'Albanie, la Bosnie-Herzégovine, la Croatie, la Macédoine et la Slovénie rejoignent la liste des pays participants à l'IPS, suivis en 2005 de la Géorgie et du Kazakhstan,, et en 2008 de l'Arménie, de l'Azerbaïdjan, de la Moldavie et de la Biélorussie. Les diplômés universitaires du Kosovo et du Monténégro ont la possibilité de participer depuis 2009, année au cours de laquelle Israël a été également inclus pour la première fois dans la liste des pays participants. La Grèce, la Turquie et Chypre participent au programme depuis 2015, tandis que le Canada rejoint le programme en 2018. En 2017, plus de 2 500 boursiers ont suivi le programme de stages parlementaires du Bundestag allemand.

## Description du programme
Le Bundestag allemand collabore avec l'Université libre de Berlin, l'Université Humboldt de Berlin et l'Université technique de Berlin pour gérer son programme de stages parlementaires internationaux. Cela donne aux jeunes diplômés des États-Unis, du Canada, de la France, d'Israël, du centre, de l'est et du sud-est de l'Europe et de la région arabe fortement intéressés par la politique, l'occasion d'acquérir une expérience concrète du système parlementaire allemand. Le programme prévoit un stage de trois mois avec un membre du Bundestag allemand. Les boursiers assument diverses tâches du bureau d'un État membre et accompagnent leurs membres aux réunions, de manière à comprendre le fonctionnement interne du Parlement, sa cohérence et ses procédures. Ils peuvent se retrouver à rédiger des discours, des articles et des lettres, par exemple, ou à effectuer des travaux préparatoires pour les séances plénières. Au cours des premières semaines, les participants prennent part à des séances d’introduction au travail parlementaire. Les boursiers sont initiés à la vie politique, économique et culturelle de l'Allemagne au cours de courts séminaires organisés par les fondations politiques. En outre, les boursiers sont inscrits comme étudiants à l'université Humboldt de Berlin pendant le semestre d'été respectif et peuvent suivre des cours dans les universités berlinoises pendant cette période. De plus, ils participent à un programme de soutien scientifique de l'Université libre, de l'Université de Humboldt et de l'Université technique.

## Bourse
La bourse est financée par le Bundestag et est placée sous le haut patronage du président du Bundestag allemand. La coordination parlementaire est assurée par le groupe de rapporteurs sur les programmes d'échanges internationaux au sein du Conseil de la commission de l'intérieur. La bourse comprend une allocation mensuelle de 500 euros, l'hébergement gratuit ainsi que l'assurance maladie, accident et responsabilité. De plus, les frais de voyage aller et retour vers et depuis Berlin sont pris en charge.

## Critères de sélection
Les candidats doivent être citoyens d'un pays participant, avoir terminé leurs études avec succès, avoir de bonnes connaissances de la langue allemande et être âgés de moins de 30 ans. Les participants sont sélectionnés dans un processus en deux étapes. Une première sélection a lieu à l'ambassade d'Allemagne de chaque pays. Les candidats restants sont invités à un entretien de sélection avec une commission allemande. La commission est composée d'un membre du Bundestag allemand, d'un représentant de l'université et d'un employé du Bundestag. L'entretien se déroule dans le pays du candidat.

## Clubs d'anciens élèves
Les anciens boursiers ont fondé des associations d'anciens élèves dans leurs pays d'origine. Les clubs soutiennent les comités de sélection et organisent les contacts.